# Jérémy Amelin
Pour les articles homonymes, voir Amelin.
Jérémy Amelin est un chanteur, parolier et metteur en scène  français, né le 1er juillet 1986 à Montargis (Loiret). En 2005, il est finaliste de la cinquième saison de la Star Academy en France.

## Biographie
En 2004, Jérémy Amelin participe à la deuxième saison d'Entrée d'artistes sur France 2.
En 2005, il est finaliste de la cinquième saison de la Star Academy sur TF1.
En 2006, il sort son premier single A Contre Sens, sous le label Mercury,.
Le 25 janvier 2010 sort le single  Oh, Oh ! (feat. Angelika) et le 23 mai 2011 son dernier single Undone (feat. Jessica Lowndes) — en duo avec l'actrice de la série télévisée américaine 90210.
En 2015, la maison de disques X-Cite Records gérée par Jérémy Amelin est mise en liquidation judiciaire. L'intégralité de ses singles sont retirés de la vente et des plateformes d'écoute en ligne.
En 2016, il incarne Phœbus dans la comédie musicale Notre-Dame de Paris — à l'occasion d'une tournée anniversaire en Corée du Sud.
Du 3 septembre 2016 au 9 juillet 2017, il est meneur de revue dans le spectacle Flamboyant au cabaret Royal Palace de Kirrwiller,,.
Du 12 septembre 2017 au 7 avril 2018, il interprète Billy Kostecki dans la comédie musicale Dirty Dancing,.
Du 4 septembre 2021 au 10 juillet 2022, il est meneur de revue dans le spectacle Trésor au cabaret Royal Palace de Kirrwiller.
Jérémy Amelin a interprété plusieurs rôles notables dans le monde du théâtre musical. En 2023, il a incarné le rôle de Phoebus à New York au Lincoln Center de Broadway dans la production de Notre-Dame de Paris,
Depuis 2022, il est le metteur en scène du Royal Palace à Kirrwiller un des plus grands cabarets d’Europe avec les revues Frénésie et Grand Amour qui ont chacune attiré plus de 200 000 personnes,.
En 2023, Jérémy Amelin remonte sur scène à New York, où il interprète le rôle de Phœbus au Lincoln Center de Broadway, pour les vingt-cinq ans de la comédie musicale Notre-Dame de Paris de Richard Cocciante et Luc Plamondon.
En 2024, Jeremy Amelin signe la revue *Déesses* au Royal Palace, réunissant 45 artistes sur scène. Ce nouveau spectacle fait suite au succès de sa précédente revue *Grand Amour*, qui avait attiré 204 000 spectateurs. Lien

## Discographie

### Singles
| Année | Titre                          | Meilleurs classements | Meilleurs classements | Meilleurs classements |
| Année | Titre                          | FRA                   | BEL                   | CHE                   |
| ----- | ------------------------------ | --------------------- | --------------------- | --------------------- |
| 2006  | A Contre Sens                  | 13                    | 17                    | 81                    |
| 2010  | Oh, Oh ! (feat. Angelika)      | —                     | —                     | —                     |
| 2011  | Undone (feat. Jessica Lowndes) | —                     | —                     | —                     |